# 小赫里博維奇

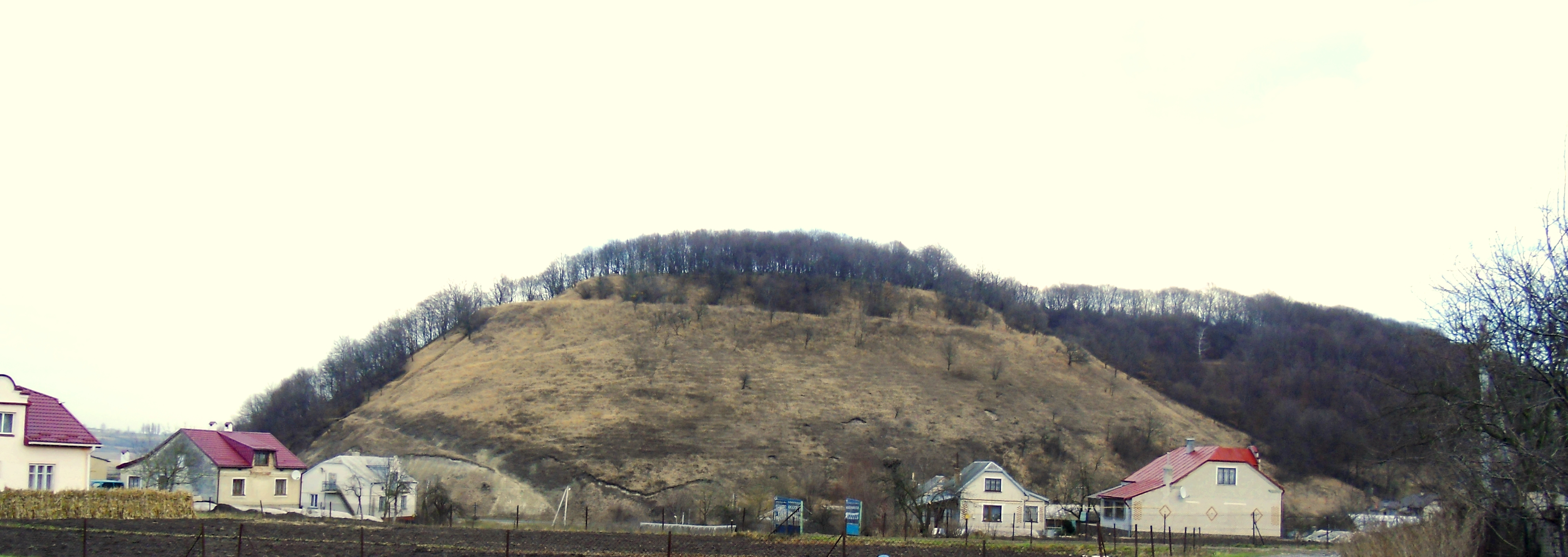

49°54′49″N 23°59′30″E / 49.91361°N 23.99167°E
小赫里博維奇（烏克蘭語：Малі Грибовичі），是烏克蘭西部利維夫州利維夫區利維夫市鎮的村落，距離利維夫約14公里，始建於1440年，面積10.8平方公里，2023年人口330，人口密度每平方公里38.3人。
1. ↑  .   [2024-06-27]. （原始内容存档于2023-08-25）.